# Eva-Lotta Sjöstedt
Eva-Lotta Sjöstedt (* 1966 in Helsingborg, Schweden) ist eine schwedische Managerin.

## Leben
Nach dem Besuch einer Schule für Kunst und Design in Stockholm begann Sjöstedt ihre berufliche Laufbahn in Göteborg als Designerin für Damen-, Herren- und Kinderbekleidung bei Wellglow Fashions Limited in Hongkong.  Ab 1995 betrieb sie fünf Jahre lang in Schweden ein Café und ein Restaurant, bevor sie für ein Jahr eine Filiale des Schuhhauses Rizzo leitete. Nach einem Wirtschafts- und Marketingstudium war sie seit 2003 in Schweden, Japan und den Niederlanden in verschiedenen führenden Positionen für den Einrichtungskonzern IKEA tätig. Neben ihrer Tätigkeit als Deputy Global Retail Manager war Sjöstedt von Februar bis Juli 2014 Geschäftsführerin der deutschen Warenhauskette Karstadt. Seit Anfang 2016 ist sie Vorstandsvorsitzende des dänischen Uhren- und Schmuckanbieters Georg Jensen.
Sjöstedt ist verheiratet und hat zwei Söhne und eine Tochter.